# Haramukh
Der Haramukh (auch Harmukh) ist ein Berg im Himalaya im indischen Unionsterritorium Jammu und Kashmir.
Der 5142 m hohe vergletscherte Berg befindet sich im Distrikt Ganderbal – 40 km nördlich der im Kaschmirtal gelegenen Stadt Srinagar. Das Nanga-Parbat-Massiv liegt knapp 100 km in Richtung Nordnordwest. Der Kolahoi (5425 m) liegt 47,5 km südöstlich. Der Haramukh liegt zwischen den Flusstälern von Sind im Süden und Nilam (Kishen Ganga) im Norden. An der Nordflanke des Berges liegt der kleine See Gangbal Lake.
Der Haramukh gilt für die Hinduisten als heiliger Berg.

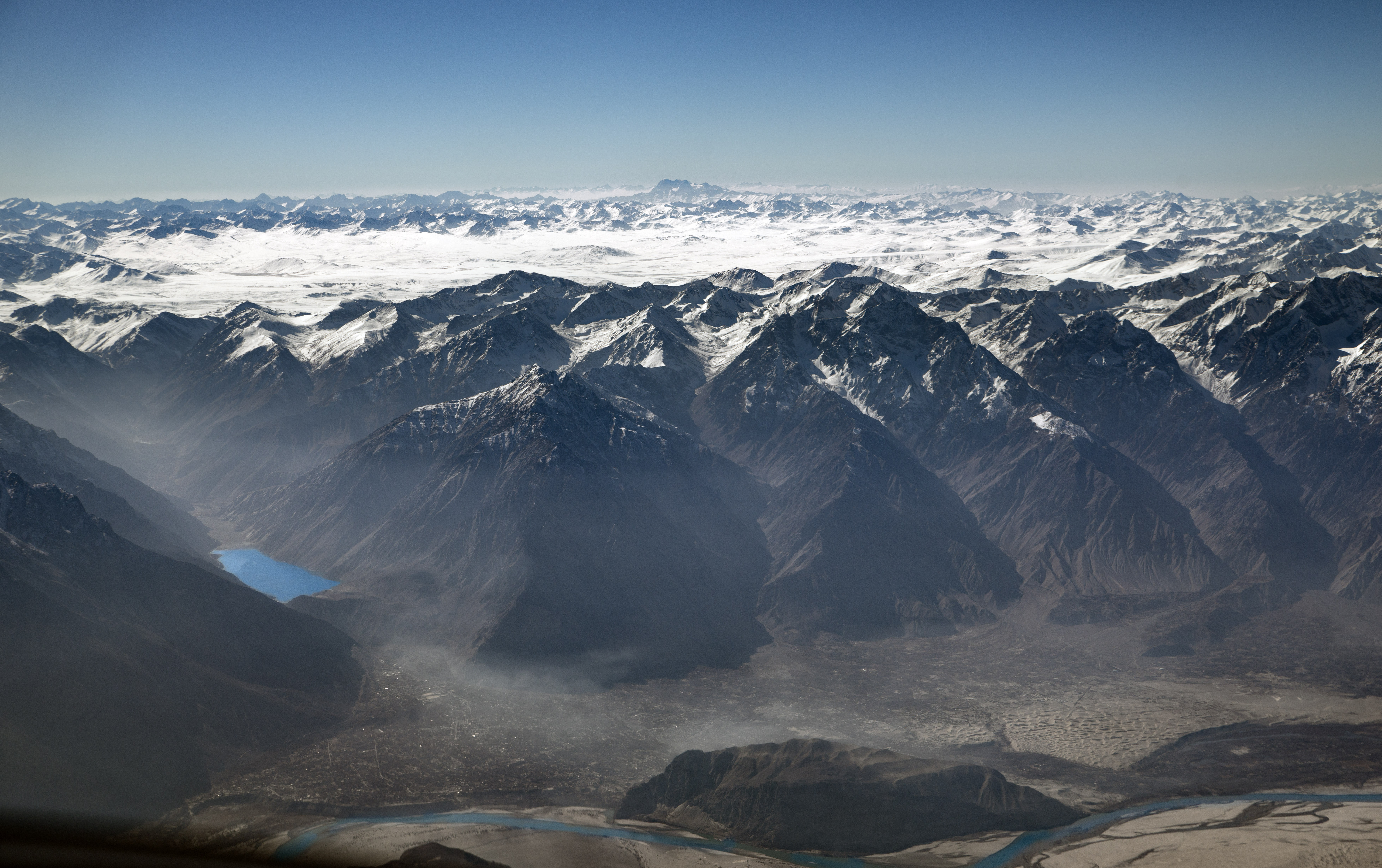
Blick von Südrand des Karakorum über die Deosai-Ebene zum Haramukh

Der britische Geodät und Offizier Thomas George Montgomerie nutzte den 4875 m hohen Westgipfel des Haramukh zur Vermessung der Berge im Karakorum.